# فهرست فعالیت‌های هوانوردی عمومی

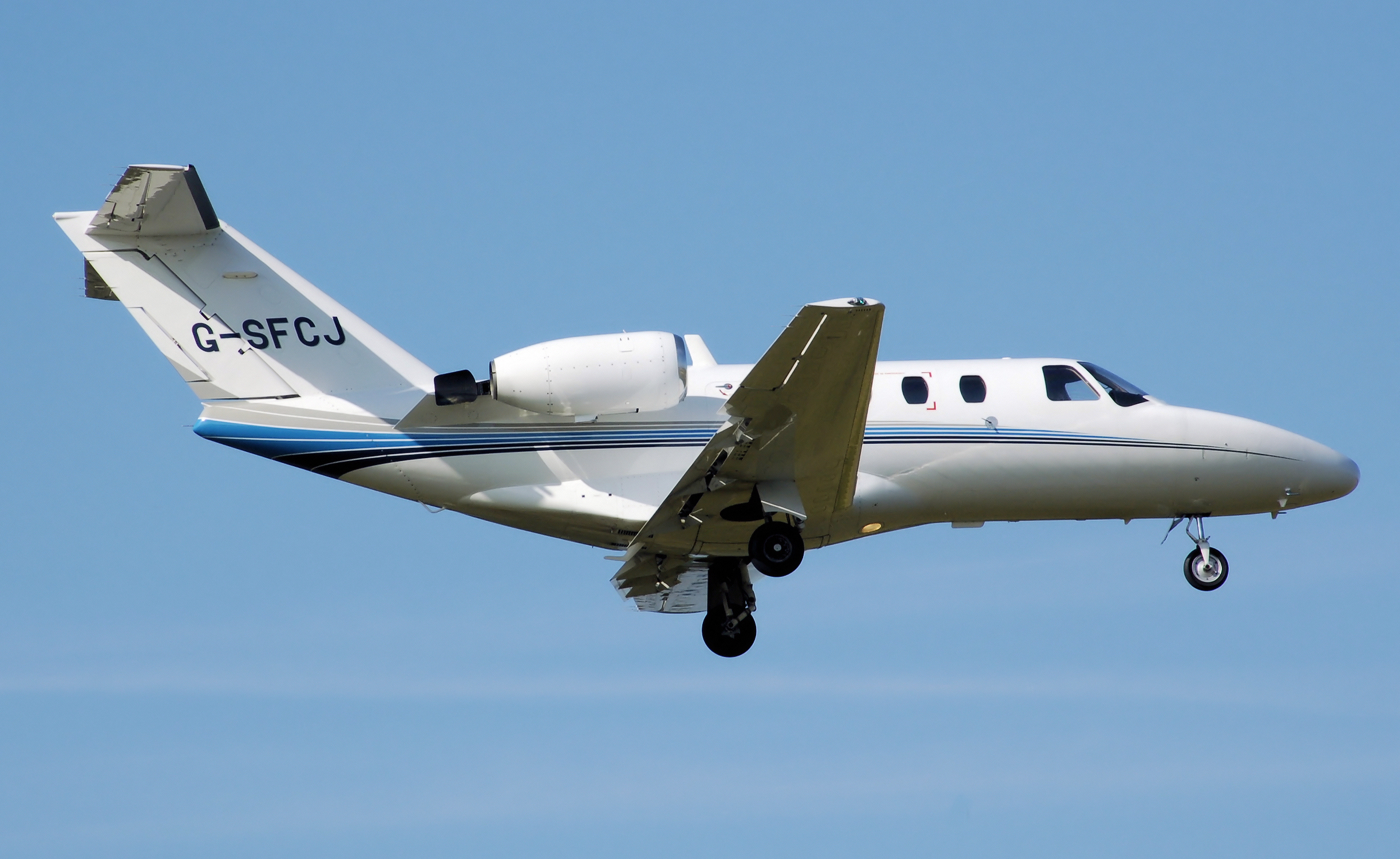
یک هواپیمای سسنا سایتیشن فمیلی در بریتانیا

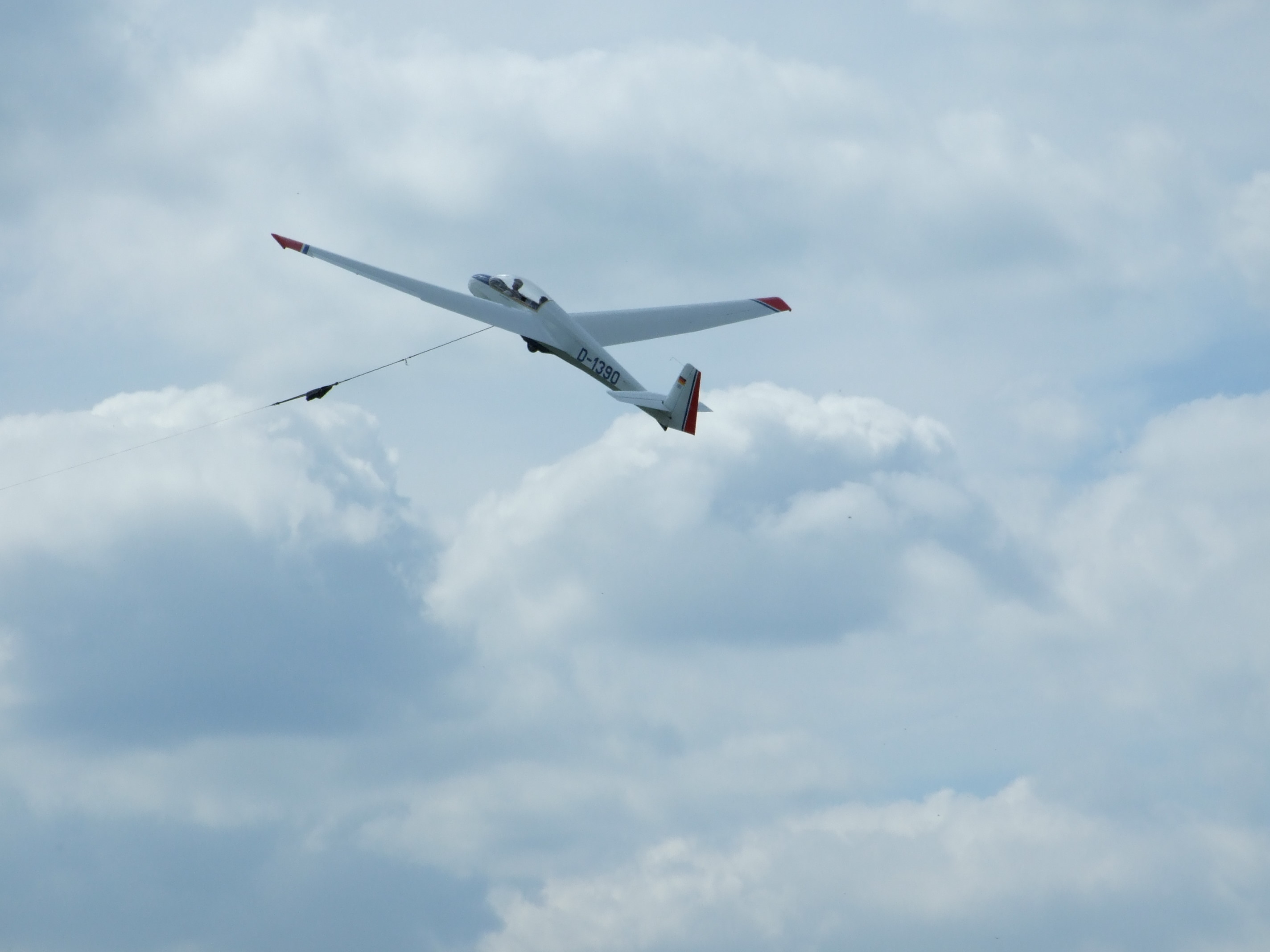
پرواز یک گلایدر در آلمان

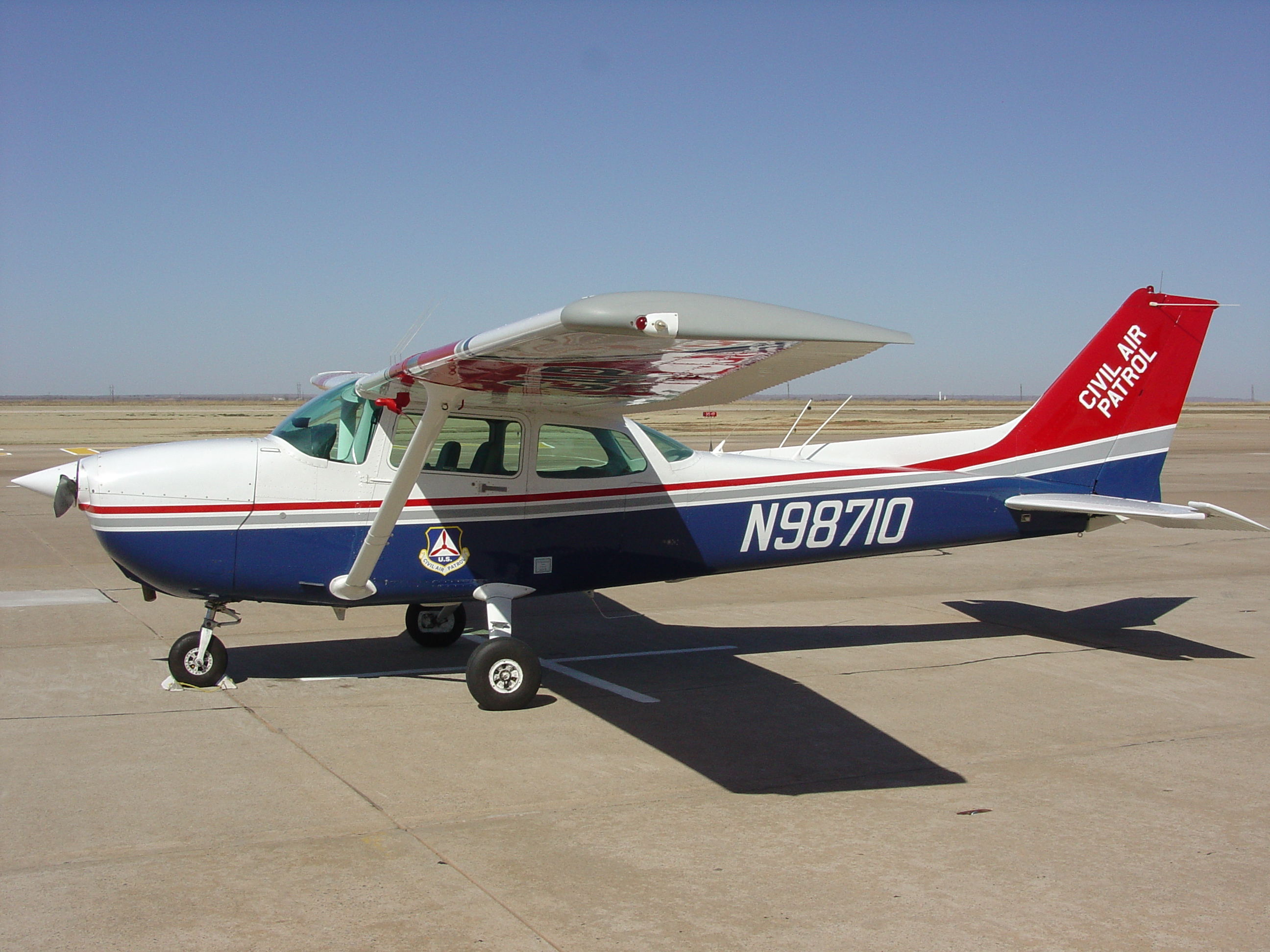
هواپیمای سسنا ۱۷۲ مخصوص گشت انتظامی در آمریکا

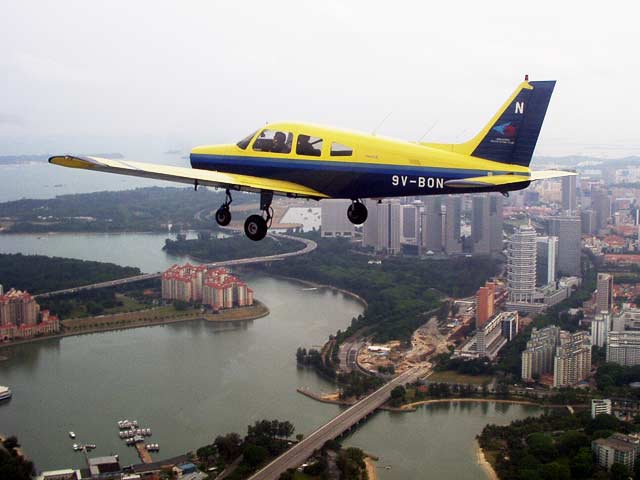
هواپیمای پایپر پی‌ای-۲۸ چروکی در سنگاپور

فهرست زیر، برخی فعالیت‌هایی را که معمولاً به عنوان بخشی از هوانوردی عمومی (هوانوردی غیر نظامی یا حمل و نقل هوایی برنامه‌ریزی شده) در نظر گرفته می‌شوند نام می‌برد:
- خاکسپاری آسمانی
- آتش‌نشانی هوایی
- عکس‌برداری هوایی
- آکروجت
- مسابقه هوایی
- پرواز نجات (Angel flights)
- آمبولانس هوایی
- بازرسی هواپیمای تجاری
- چارتر هوایی
- نمایش هوایی
- کشتی هوایی
- بالون
- پرواز بوته‌ای
- هواپیمای باری
- آفت‌کشی هوایی
- رفت‌وآمد هوایی
- مدیریت بحران
- حمل و نقل اجرایی
- هواگرد آزمایشی
- پرواز فانتزی
- آموزش پرواز
- بادپر
- کنترل جمعیت حشرات
- درخت‌بری
- چتربازی
- حمل و نقل شخصی
- هوانوردی انتظامی
- مزرعه‌داری
- هوانوردی تفریحی
- اکتشاف منابع طبیعی
- عملیات امداد و نجات
- سیستم حمل و نقل هوایی کوچک (SATS)
- گردشگری
- نظارت بر ترافیک
- نقشه‌برداری
- واربرد